# Marianne Birthler
Marianne Birthler (ur. 22 stycznia 1948 w Berlinie–Friedrichshain) – wschodnioniemiecka opozycjonistka, niemiecka działaczka społeczna i polityk, w latach 2000–2011 pełnomocnik federalna ds. archiwów Służby Bezpieczeństwa NRD.

## Życiorys
W szkole średniej należała do FDJ, z którego zdecydowała się wystąpić. Po uzyskaniu matury studiowała zaocznie handel zagraniczny, po czym pracowała w państwowym przedsiębiorstwie zajmującym się kontaktami gospodarczymi z zagranicą. W 1976 rozpoczęła zaoczne studia teologiczne, w wyniku których została referentką ds. młodzieży w jednej z ewangelickich parafii berlińskich. Zaangażowała się w działalność organizacji Inicjatywa na rzecz Pokoju i Praw Człowieka (niem. Initiative Frieden und Menschenrechte). W 1986 znalazła się wśród założycieli opozycyjnego wobec władz „Kościoła Solidarności”. W wyniku pierwszych wolnych wyborów do Izby Ludowej w marcu 1990 została jej członkiem oraz rzecznikiem Frakcji Związek 90. Od października do grudnia 1990 zasiadała w Bundestagu.
W październiku 1990 została deputowaną do Landtagu Brandenburgii z listy Związku 90. Objęła obowiązki ministra edukacji, młodzieży i sportu w rządzie regionalnym Manfreda Stolpego. W lecie 1992 wraz z ministrem ochrony środowiska Matthiasem Platzeckiem zrezygnowała z mandatu deputowanej, a w październiku 1992 również ze stanowiska ministra w proteście przeciw zaangażowaniu Stolpego we współpracę ze Stasi.
W 1993 została członkiem Prezydium Niemieckiego Ewangelickiego Kirchentagu. Zaangażowała się w działalność w Związku’90 – Zielonych. We wrześniu 2000 została wybrana pełnomocnikiem federalnym ds. archiwów Służby Bezpieczeństwa NRD. W 2006 uzyskała reelekcję na to stanowisko głosami wszystkich frakcji parlamentarnych z wyjątkiem postkomunistów z Die Linke. W wyborach w 2009 była kandydatką na prezydenta Niemiec.
Jest rozwiedziona. Wraz z Wolfgangiem Birthlerem (weterynarzem oraz ministrem i deputowanym Brandenburgii) ma trzy córki.
Odznaczona m.in. Krzyżem Wielkim z Gwiazdą Orderu Zasługi Republiki Federalnej Niemiec (2011).